# Rectalox falita
Rectalox falita är en spindeldjursart som beskrevs av David C.M. Manson 1984. Rectalox falita ingår i släktet Rectalox och familjen Eriophyidae. Inga underarter finns listade i Catalogue of Life.